# Brassia pozoi
Brassia pozoi är en orkidéart som först beskrevs av Dodson och Norris Hagan Williams, och fick sitt nu gällande namn av Karlheinz Senghas. Brassia pozoi ingår i släktet Brassia och familjen orkidéer. Inga underarter finns listade i Catalogue of Life.